# Mike Bitten
Michael „Mike“ Bitten (* 2. Juni 1962 in Senneterre) ist ein kanadischer Badmintonspieler.

## Karriere
Mike Bitten nahm 1992 im Herrendoppel an Olympia teil. Er unterlag dabei gleich im Auftaktmatch und wurde somit 17. in der Endabrechnung. Bereits 1983 hatte er seinen ersten kanadischen Einzeltitel erkämpft. 1989 gewann er die Canadian Open und die Mexico International. 1991 siegte er bei der Panamerikameisterschaft.

## Sportliche Erfolge
| Saison | Veranstaltung                   | Disziplin    | Platz | Name                          |
| ------ | ------------------------------- | ------------ | ----- | ----------------------------- |
| 1978   | Kanada: Jugendmeisterschaften   | Herrendoppel | 1     | Mike Bitten / M. deBelle, ON  |
| 1980   | Kanada: Juniorenmeisterschaften | Herrendoppel | 1     | Mike Bitten / M. deBelle, ON  |
| 1981   | Kanada: Juniorenmeisterschaften | Herrendoppel | 1     | Mike Bitten / M. de Belle, ON |
| 1983   | Kanada: Einzelmeisterschaften   | Herrendoppel | 1     | Mike deBelle / Mike Bitten    |
| 1985   | Kanada: Einzelmeisterschaften   | Herrendoppel | 1     | Mike deBelle / Mike Bitten    |
| 1986   | Kanada: Einzelmeisterschaften   | Herrendoppel | 1     | Mike deBelle / Mike Bitten    |
| 1989   | Canadian Open                   | Herrendoppel | 1     | Mike Bitten / Bryan Blanshard |
| 1989   | Canadian Open                   | Mixed        | 1     | Mike Bitten / Doris Piché     |
| 1989   | Mexico International            | Mixed        | 1     | Mike Bitten / Doris Piché     |
| 1990   | Kanada: Einzelmeisterschaften   | Herrendoppel | 1     | Mike Bitten / Bryan Blanshard |
| 1991   | Panamerikameisterschaft         | Herrendoppel | 1     | Mike Bitten / Bryan Blanshard |
| 1991   | Kanada: Einzelmeisterschaften   | Herrendoppel | 1     | Mike Bitten / Bryan Blanshard |
| 1992   | Olympia                         | Herrendoppel | 17    | Mike Bitten / Bryan Blanshard |
| 1992   | Kanada: Einzelmeisterschaften   | Herrendoppel | 1     | Mike Bitten / Bryan Blanshard |
| 1993   | Kanada: Einzelmeisterschaften   | Herrendoppel | 1     | Mike Bitten / Bryan Blanshard |
| 1994   | Kanada: Einzelmeisterschaften   | Herrendoppel | 1     | Mike Bitten / Bryan Blanshard |
| 2002   | Kanada: Masters 35 plus         | Mixed        | 1     | Mike Bitten / Doris Piché     |
| 2002   | Kanada: Masters 35 plus         | Herrendoppel | 1     | Mike Bitten / Bryan Blanshard |